# Betty Lou Raskin
Betty Lou Raskin (9 de abril de 1924-17 de diciembre de 2010) fue una química estadounidense que investigó los plásticos en las décadas de 1950 y 1960. Originaria de Maryland, creció en Baltimore y obtuvo un título en química para comenzar a trabajar en el laboratorio de radiación de la Universidad Johns Hopkins.
Uno de los principales productos que desarrolló mientras investigaba el poliestireno fue una versión de espuma que convirtió en un humo opaco bueno para señalización militar, escritura aérea y posible protección contra la contaminación. Como parte de múltiples organizaciones científicas, utilizó su membresía para promover a las mujeres en la ciencia y se pronunció contra la discriminación cultural de las mujeres inteligentes y exitosas.

## Infancia y educación
Nacida en 1924, de padre médico facial y madre superintendente de enfermería, Moses Raskin y Rose Frank Raskin, Raskin se crio en Baltimore y asistió a la escuela secundaria Robert E. Lee Accelerate. Luego se graduó de Western High School en 1940 y asistió a Goucher College para obtener una licenciatura en química. Continuó su educación en la Universidad Johns Hopkins y obtuvo una maestría en química y un doctorado en psicología educativa. Su disertación de 1968 se tituló The Relative Effect of Occupational and Socio-occupational Information on High School Girls' Expressed Opinions of Women Scientists and Science as a Career («El efecto relativo de la información ocupacional y socioocupacional en las opiniones expresadas por las niñas de secundaria sobre las mujeres científicas y la ciencia como carrera»).

## Carrera
Después de graduarse, Raskin pasó varios años en el campus de Homewood a cargo de la rama de investigación sobre plásticos del laboratorio de radiación. Según Raskin, ella fue la única mujer que investigó poliestireno en los Estados Unidos durante la década de 1950. En 1967, el gobierno de EE. UU. dejó de otorgar subvenciones para la investigación de plásticos, lo que llevó a Raskin a dejar su puesto en el laboratorio Johns Hopkins y convertirse en profesora de psicología y profesora asistente en la Universidad Towson mientras trabajaba para obtener su doctorado. También cambió su enfoque de investigación hacia el comportamiento del consumidor, una nueva área de estudio en ese momento, que enseñaba como interdisciplinaria entre la psicología y los negocios.
Al hablar con frecuencia sobre la capacidad de las mujeres en la ciencia, Raskin fue una defensora durante mucho tiempo del avance y la inclusión de las mujeres científicas. A finales de la década de 1950, señaló que era una de las alrededor de 500 mujeres de la Sociedad Estadounidense de Química entre más de diez mil miembros. Afirmó que era la idea incorrecta de que las mujeres científicas eran «anormales y poco femeninas» lo que impedía a las mujeres decidir ingresar a campos de estudio científicos. Presentó un documento a la Asociación Estadounidense para el Avance de la Ciencia (AEAC) en diciembre de 1958 sobre cómo la sociedad y los medios de comunicación en general desperdician la «capacidad intelectual» de las mujeres al no retratar las capacidades de las mujeres en la ciencia, y su charla en la reunión se tituló American Women: Unclaimed Treasures of Science («Mujeres estadounidenses : Tesoros de la ciencia no reclamados»). En su presentación, culpó a los medios de comunicación por hacer de la bata de visón el «símbolo del éxito femenino» y no la bata de laboratorio. Un artículo que escribió el 19 de abril de 1959 enThe New York Times titulado Woman's Place Is in the Lab, Too («El lugar de la mujer también está en el laboratorio»), donde discutía los problemas que enfrentan las mujeres en la ciencia y las presiones sociales contra las mujeres que se unen a los campos científicos, fue muy comentado. en los medios de comunicación y por el resto de la comunidad científica.

### Patentes
El trabajo de Raskin en la investigación de plásticos dio como resultado varias metodologías y técnicas nuevas desarrolladas por ella para la producción especializada. Una subvención del Wright Air Development Command de la Fuerza Aérea de los Estados Unidos le permitió crear un método para «esponjar» partículas de plástico en el aire, que patentó como «Holey Smoke» en 1960, aunque originalmente se lo conocía como «flokes». La patente comercial fue posteriormente comprada por Dow Chemical y tenía utilidad para escritura aérea, cortinas de humo, siembra de nubes y proteger tierras de cultivo de las heladas. El gobierno estadounidense mantuvo una licencia gratuita para utilizar el material y la Fuerza Aérea pretendía utilizarlo con fines de señalización, por su capacidad de dar dimensionalidad a las luces e imágenes proyectadas en él. Raskin también sugirió en su presentación de 1959 en la Sociedad Química Estadounidense que, dado que el humo puede proporcionar un escudo contra la contaminación, incluso en el aire, podría usarse para proteger contra los efectos de las explosiones nucleares.

## Investigación
Durante su tiempo como investigadora asociada en el laboratorio de radiación de Homewood, Raskin se centró en los plásticos espumados (poliestireno). En una presentación ante la Sociedad Estadounidense de Química, describió que las nuevas espumas expandidas podrían usarse para la construcción de una casa y al mismo tiempo proporcionar aislamiento.

## Organizaciones
Raskin era miembro de la Sociedad de Ingenieros Plásticos y de la Asociación Estadounidense para el Avance de la Ciencia (AEAC). Se convirtió en miembro de la Sociedad Estadounidense de Química en 1948 y más tarde en representante de Maryland en la conferencia nacional.